# 大寨镇 (云县)
大寨镇，是中华人民共和国云南省临沧市云县下辖的一个乡镇级行政单位。

## 行政区划
大寨镇下辖以下地区：
大寨村、文丰村、文朵村、新合村、新民村、新华村、箐门口村、慢赖村、团结村、棠梨坝村、官房村、中山村和龙塘村。

## 中国传统村落
2013年8月，文丰村被评为第二批中国传统村落。